# La Vengeance d'Hercule
Pour les articles homonymes, voir Hercule (homonymie).
Pour plus de détails, voir Fiche technique et Distribution.
La Vengeance d’Hercule (titre original : La vendetta di Ercole) est un péplum franco-italien réalisé par Vittorio Cottafavi et sorti en 1960. L'identité du personnage principal est modifiée pour la sortie du film aux États-Unis, où il devient Goliath and the Dragon (Goliath et le Dragon), pour permettre aux studios Americain International Pictures de ménager un effet de série avec un film précédent, La Terreur des barbares (Goliath and the Barbarians). 

## Synopsis
Hercule accomplit le dernier de ses douze travaux qui consiste à neutraliser Cerbère, le chien à trois têtes gardien de la porte des Enfers. Libéré de la malédiction des dieux, il peut enfin rentrer chez lui à Thèbes pour retrouver sa femme Déjanire et son fils Illo. Conseillé par la sibylle, il s'oppose au mariage de son fils avec Théa, fille adoptive d'Eurytos, roi usurpateur d’Écalia. Euritos, pour se débarrasser d'Hercule, se sert d'une esclave, la belle Alsinoé, pour faire croire à Illo que son père aime aussi Théa.

## Fiche technique
- Titre original : La vendetta di Ercole
- Mise en scène : Vittorio Cottafavi
- Scénario : Marcello Baldi, Mario Ferrari, Duccio Tessari et Archibald Zounds Jr.
- Images : Mario Montuori (Totalscope, Eastmancolor), assisté d'Alfio Contini (cadreur)
- Durée : 87 min
- Producteur : Achille Piazzi
- Musique : Alessandro Derevitsky
- Pays de production : 
  -  Italie, Achille Piazzi Produzioni Cinematografica,Produzione Gianni Fuchs 	Rome,
  -  France, Comptoir Français Du Film
- Montage : Maurizio Lucidi
- Dates de sortie : 
  - Italie : 1960
  - France : 7 octobre 1960
- Distributeur : Le Comptoir Français du Film (France)
- Dialogues français : Pierre Cholot et  Bruno Guillaume
- Genre : Péplum

## Distribution
- Mark Forest (VF : Bernard Noël ) : Hercule de Thèbes
- Broderick Crawford (VF : Jean Davy) : le roi Eurytos d'Écalia
- Wandisa Guida : Alsinoé
- Gian Carlo Sbragia (VF : Gabriel Cattand) : Danaré
- Leonora Ruffo (VF : Sylvie Deniau) : Déjanire
- Federica Ranchi (VF : Jany Clair) : Théa
- Ugo Sasso (VF : Fernand Fabre) : le roi Timoclès de Mégare
- Philippe Hersent : le roi Androclès de Thèbes
- Gaby Andreu : Ismène
- Sandro Moretti : Illo
- Robert Hundar (VF : Georges Atlas) : Polimorse
- Carla Calò : la sibylle
- Piero Pastore : un geôlier
- Nino Milano : Lica
- Fedele Gentile : un paysan
- Spartaco Nale : chef des gardes
- Renato Terra : un chef
- Salvatore Furnari : le nain